# Georgia (Pokémon)
Georgia is een personage uit de Pokémon-anime. Ze is een rivaal van Iris. Haar eerste verschijning was in de zesendertigste aflevering van de Pokémon: Black & White series in Aflevering 695: Iris en Excadrill Tegen de Drakenkraker!.

## Biografie en verhaal
Georgia is al een vrij ervaren trainer. Tijdens Pokémon: Black & White, begint ze te reizen door Unova, waar ze kennismaakt met Iris en er ontwikkelt zich een rivaliteit tussen hen. Georgia spaart geen Unova regio badges.

## Alle Pokémon van Georgia
De Pokémon van Georgia in volgorde van vangst.

#### Unova
- Beartic
- Pawniard > Bisharp
- Vanilluxe

## Toernooien
Georgia heeft aan verschillende Pokémontoernooien en Pokémonwedstrijden meegedaan. Georgia deed aan alle toernooien en wedstrijden mee met haar eigen Pokémon.

### Pokémontoernooien
- Nimbasa Town Pokémon Club Gevecht - Top 8